# Серотерапия
Серотерапия (от лат. serum — сыворотка и греч. therapeia — лечение) — лечение инфекционных болезней человека и животных иммунными сыворотками, вид иммунотерапии. Чаще всего сыворотка вводится в организм внутримышечно, реже — внутривенно. 

## Применение
Содержащиеся в сыворотке антитела обезвреживают микробов и токсины. Как правило, сыворотки получают путём гипериммунизации лошадей. Кроме того, для серотерапии применяют гамма-глобулин и иммуноглобулин. В ветеринарии серотерапия используется для лечения сибирской язвы, геморрагической септицемии, дизентерии ягнят, рожи свиней и других болезней.

## Создатели лечения
Метод лечения кровяными сыворотками разработали в конце XIX века Эмиль Адольф фон Беринг, Китасато Сибасабуро, Эмиль Ру и Александр Йерсен.